# Saussines
Saussines (okzitanisch Saucinas) ist eine französische Gemeinde mit 992 Einwohnern (Stand: 1. Januar 2022) im Département Hérault in der Region Okzitanien. Sie gehört zum Arrondissement Montpellier und ist Mitglied im Gemeindeverband Lunel Agglo. Die Einwohner werden Saussinois und Saussinoises genannt.

## Geografie

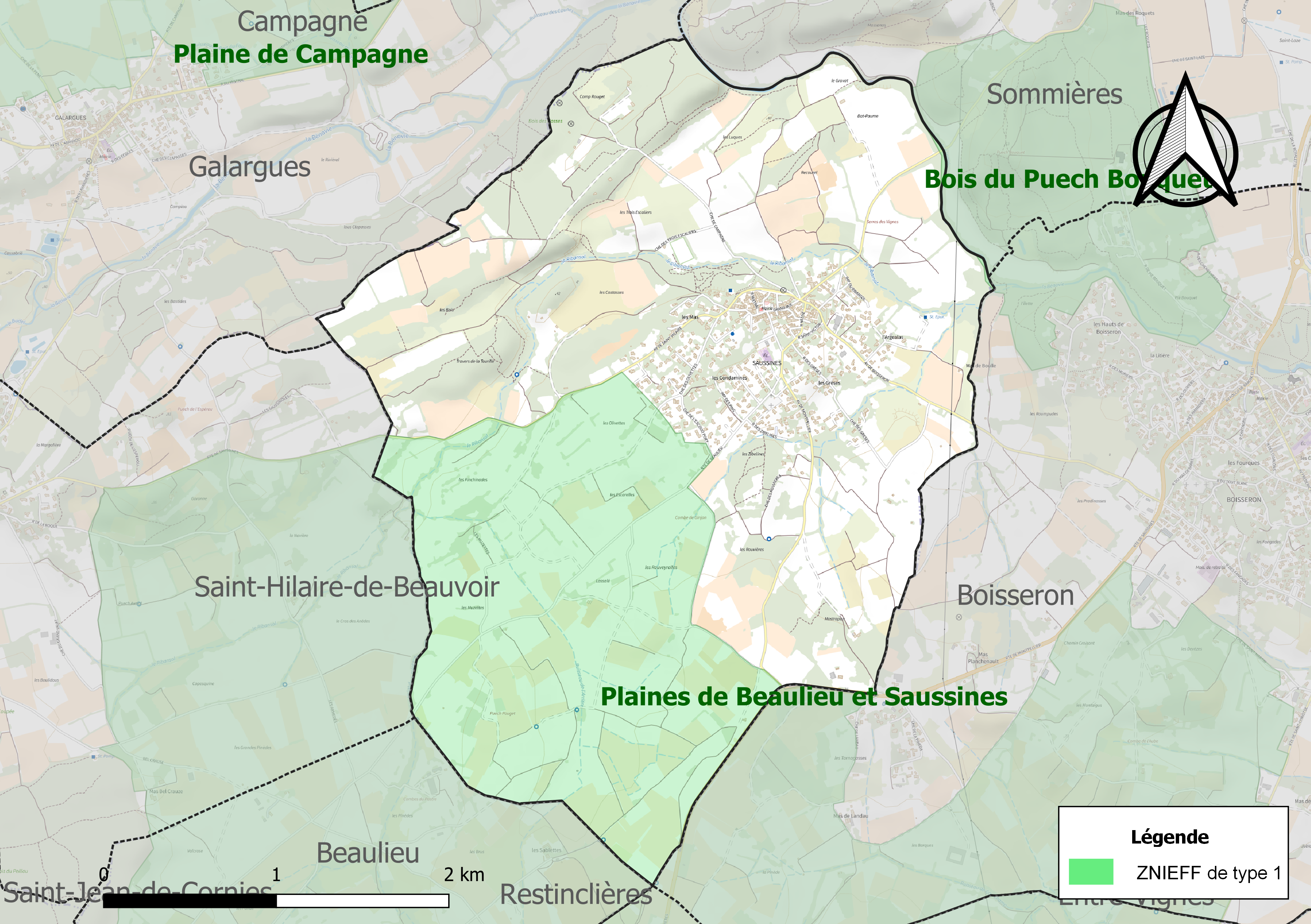
ZNIEFF-Naturzone in Saussines

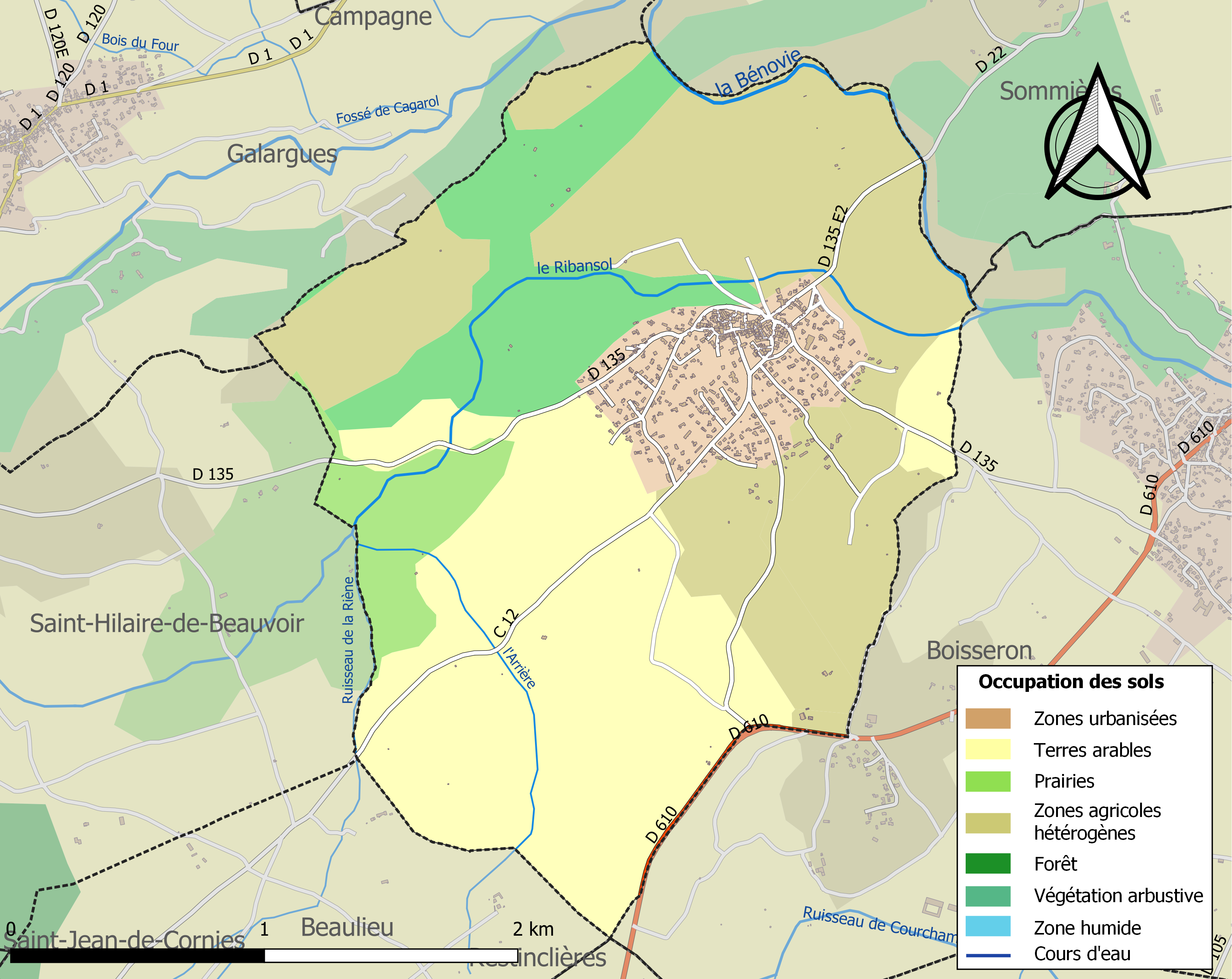
Bodennutzung, Hydrografie und Infrastruktur der Gemeinde (2018)

Saussines liegt am östlichen Rand des Départements an der Grenze zum benachbarten Département Gard, etwa 22 Kilometer nordnordöstlich von Montpellier und etwa 26 Kilometer westsüdwestlich von Nîmes. Die Gemeinde wird von der Bénovie, vom Ribansol und zwei kleineren Bächen entwässert. Die Bénovie begrenzt sie hierbei im Nordosten, der zeitweise trockenfallende Ribansol durchquert sie zentral von West nach Ost, bevor er im weiteren Verlauf in die Bénovie mündet.
Das südliche Gebiet von Saussines ist Teil der 1984 Hektar großen ZNIEFF-Naturzone „Plaines de Beaulieu et Saussines“ (910030363). Etwa 78 % der Fläche der Gemeinde werden landwirtschaftlich genutzt, etwa 13 % sind naturbelassen, etwa 9 % sind bebaute Flächen.
Umgeben wird Saussines von den sechs Nachbargemeinden:
| Galargues                 |                                             | Sommières (Gard) |
| Saint-Hilaire-de-Beauvoir | Kompassrose, die auf Nachbargemeinden zeigt |                  |
| Beaulieu                  | Restinclières (Berührungspunkt)             | Boisseron        |

## Bevölkerungsentwicklung
| Saussines: Einwohnerzahlen von 1793 bis 2020                                                                               | Saussines: Einwohnerzahlen von 1793 bis 2020 | Saussines: Einwohnerzahlen von 1793 bis 2020 | Saussines: Einwohnerzahlen von 1793 bis 2020 | Saussines: Einwohnerzahlen von 1793 bis 2020 |
| --- | -------------------------------------------- | -------------------------------------------- | -------------------------------------------- | -------------------------------------------- |
| Jahr |                                              |                                              |                                              | Einwohner                                    |
| 1793 | 1793                                         |                                              | 292                                          | 292                                          |
| 1800 | 1800                                         |                                              | 247                                          | 247                                          |
| 1806 | 1806                                         |                                              | 315                                          | 315                                          |
| 1821 | 1821                                         |                                              | 332                                          | 332                                          |
| 1831 | 1831                                         |                                              | 371                                          | 371                                          |
| 1836 | 1836                                         |                                              | 367                                          | 367                                          |
| 1841 | 1841                                         |                                              | 365                                          | 365                                          |
| 1846 | 1846                                         |                                              | 376                                          | 376                                          |
| 1851 | 1851                                         |                                              | 399                                          | 399                                          |
| 1856 | 1856                                         |                                              | 393                                          | 393                                          |
| 1861 | 1861                                         |                                              | 393                                          | 393                                          |
| 1866 | 1866                                         |                                              | 371                                          | 371                                          |
| 1872 | 1872                                         |                                              | 427                                          | 427                                          |
| 1876 | 1876                                         |                                              | 401                                          | 401                                          |
| 1881 | 1881                                         |                                              | 356                                          | 356                                          |
| 1886 | 1886                                         |                                              | 286                                          | 286                                          |
| 1891 | 1891                                         |                                              | 357                                          | 357                                          |
| 1896 | 1896                                         |                                              | 338                                          | 338                                          |
| 1901 | 1901                                         |                                              | 378                                          | 378                                          |
| 1906 | 1906                                         |                                              | 390                                          | 390                                          |
| 1911 | 1911                                         |                                              | 406                                          | 406                                          |
| 1921 | 1921                                         |                                              | 375                                          | 375                                          |
| 1926 | 1926                                         |                                              | 351                                          | 351                                          |
| 1931 | 1931                                         |                                              | 361                                          | 361                                          |
| 1936 | 1936                                         |                                              | 366                                          | 366                                          |
| 1946 | 1946                                         |                                              | 280                                          | 280                                          |
| 1954 | 1954                                         |                                              | 294                                          | 294                                          |
| 1962 | 1962                                         |                                              | 290                                          | 290                                          |
| 1968 | 1968                                         |                                              | 306                                          | 306                                          |
| 1975 | 1975                                         |                                              | 314                                          | 314                                          |
| 1982 | 1982                                         |                                              | 404                                          | 404                                          |
| 1990 | 1990                                         |                                              | 515                                          | 515                                          |
| 1999 | 1999                                         |                                              | 776                                          | 776                                          |
| 2006 | 2006                                         |                                              | 871                                          | 871                                          |
| 2013 | 2013                                         |                                              | 962                                          | 962                                          |
| 2020 | 2020                                         |                                              | 989                                          | 989                                          |
| Quelle(n): EHESS/Cassini bis 1999, INSEE ab 2006 Anmerkung(en): Ab 1962 offizielle Zahlen ohne Einwohner mit Zweitwohnsitz |                                              |                                              |                                              |                                              |

## Sehenswürdigkeiten
- Romanische Kirche Saint-Étienne aus dem frühen 12. Jahrhundert, seit 1963 als Monument historique klassifiziert
- Kraggewölbebauten aus Trockenmauerwerk, sogenannte „Capitelles“

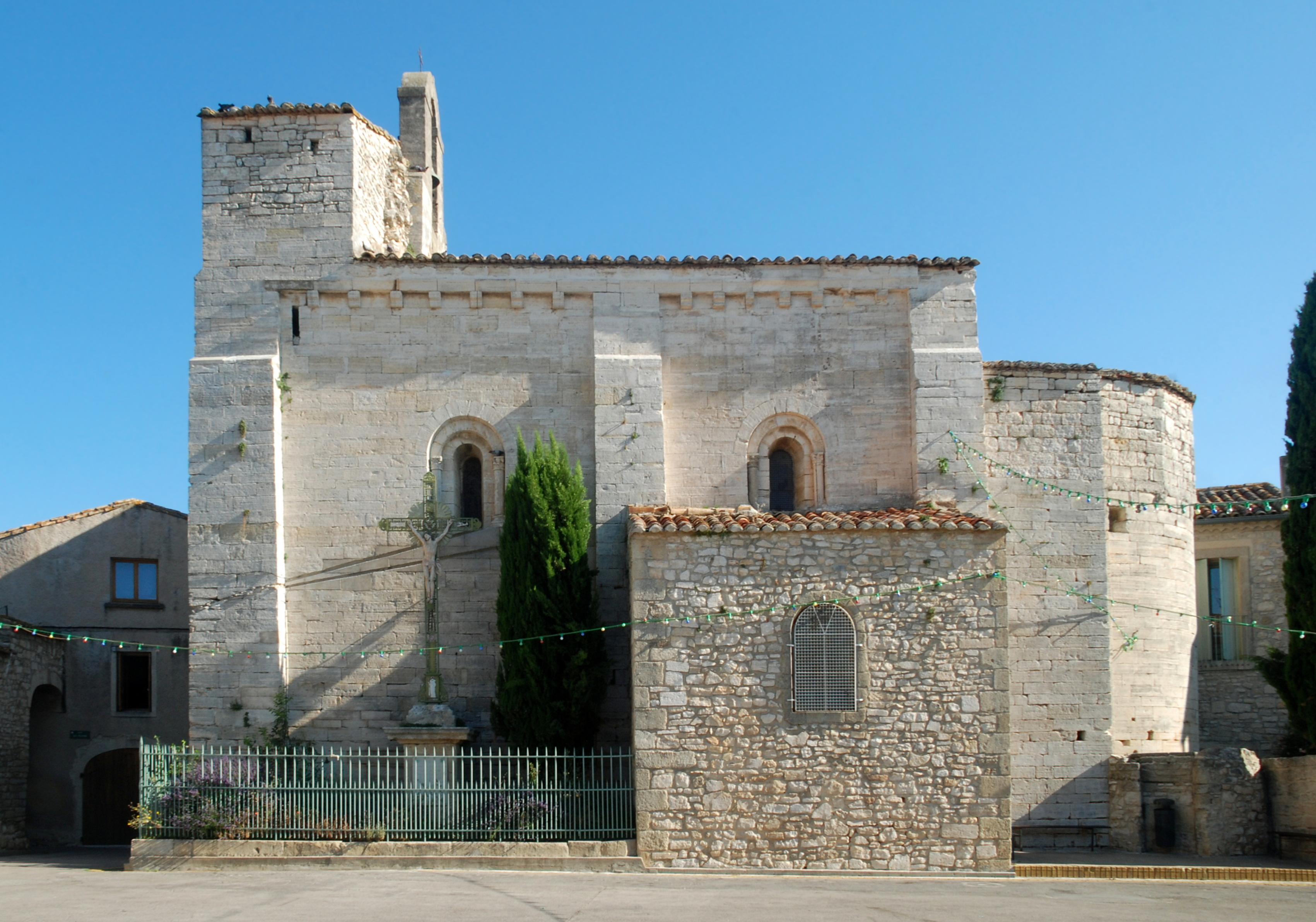
Kirche Saint-Étienne
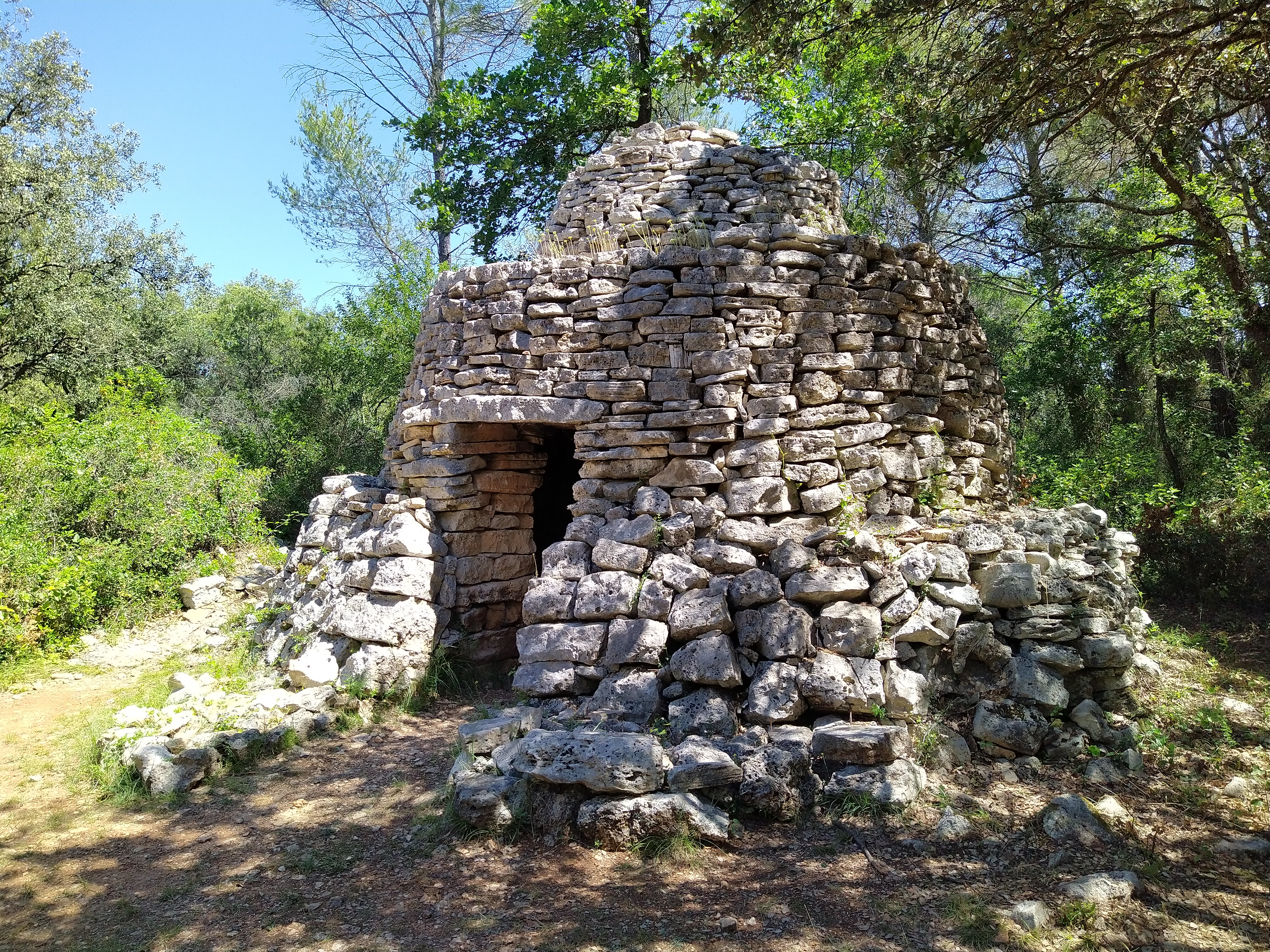
Capitelle

## Verkehr
Die Departementsstraße 610, die ehemalige Route nationale 110, von Montpellier nach Alès wird an der südöstlichen Gemeindegrenze vorbai geführt. Das Zentrum von Saussines ist durch die nachgeordneten Departementsstraßen D 135 und D 135E2 sowie einer lokalen Landstraße mit den Nachbargemeinden verbunden. Eine Buslinie der regionalen Transportgesellschaft liO verbindet die Gemeinde mit Sommières und mit Castelnau-le-Lez und dortigem Anschluss an das Straßenbahnnetz in Montpellier.